# Леонардо Акорі
Леонардо Акорі (італ. Leonardo Acori, нар. 16 січня 1955, Бастія-Умбра) — італійський футболіст, що грав на позиції півзахисника. По завершенні ігрової кар'єри — тренер.

## Ігрова кар'єра
Протягом 1972–1974 років грав за молодіжну команду «Наполі», проте до «основи» неаполітанського клубу пробитися не зміг.
Натомість 1974 року перейшов до столичного «Банко ді Рома», у складі якого відіграв 9 сезонів в аматорській лізі. 1984 року допоміг команді підвищитися у класі до Серії C2, утім того ж року вирішив завершити ігрову кар'єру.

## Кар'єра тренера
Розпочав тренерську кар'єру невдовзі по завершенні кар'єри гравця, 1986 року, очоливши тренерський штаб аматорського клубу «Праті», згодом працював ще з декількома аматорськими командами.
З 1992 року почав працювати у п'ятому італійському дивізіоні, спочатку з «Вітербезе», а згодом «Тернаною», «Губбіо» і «Санджованезе». З двома останніми командами відповідно у 1998 і 2000 роках здобував підвищення у класі до Серії C2.
Найуспішнишим у тренерській кар'єрі Акорі був період роботи з «Ріміні» протягом 2002–2008 років. Прийнявши команду цього клубу, у першому ж сезоні тренер привів її до другого місця у своїй групі Серії C2, а згодом успішно подолав плей-оф за право виступів у Серії C1. А вже після двох сезонів у третьому італійському дивізіоні очолювана Акорі команда з першого місця у своїй групі вийшла до Серії B. У другій за силою італійській лізі «Ріміні» швидко став одним з претендентів на підвищення у класі до найвищого дивізіону, проте виконати цю задачу під керівництвом Акорі так і не зміг.
2008 року був запрошений до «Ліворно», команди, що саме вибула з Серії A до другого дивізіону. З першої ж спроби «Ліворно» вдалося повернутися до еліти, утім Акорі залишив команду за тур до завершення сезону.
2009 року погодився очолити тренерський штаб «Беневенто», команди з Лега Про Пріма Дівізіоне, третього на той час італійського дивізіону. Відтоді працював на цьому рівні, щорічно змінюючи команду.
Наразі останнім місцем тренерської роботи був добре йому знайомий «Ріміні», головним тренером команди якого Леонардо Акорі був з 2018 по 2019 рік.